# محمد باسل الطائي
محمد باسل بن جاسم بن محمد الطائي هو فيزيائي عراقي متخصص في نظرية المجال الكمي ونظرية النسبية العامة.كان يعمل أستاذًا للفيزياء الكونية بـجامعة اليرموك بالأردن، متزوج وله ابن واحد وثلاث بنات.

## نشأته وتعليمه
ولد محمد باسل الطائي في الخامس من آذار عام 1952 في الموصل بـالعراق وفيها تلقى تعليمه الأساسي والثانوي، ثم التحق عام 1970 بـجامعة الموصل واختار دراسة علم الفيزياء الذي شغف به منذ دراسته الثانوية. 

بادر أول أعماله العلمية عندما كان طالبًا في السنة الأولى إذ قدمته الجمعية الجيولوجية في الجامعة؛ لإلقاء محاضرة بـاللغة الإنكليزية عن نشأة الكون وتطوره، فحضرها عدد غفير من الطلبة وأساتذة كلية العلوم، فلاقت المحاضرة إعجابَ الحضور؛ مما دعى عميد كلية العلوم في حينها الدكتور/ عبد الإله الخشاب أن ينقل الصورة إلى رئيس الجامعة الدكتور/ محمد صادق المشاط والذي طلبه وقابله في مكتبه، فشجعه وقدم له كل الدعم لأنشطته العلمية، وكان مما قدمه له رئيس الجامعة تخصيص مكتب له في كلية العلوم، وتوفير الكتب العلمية والمصادر التي يحتاجها لتمكينه من التفرغ للدراسة والبحث. 

شرع وهو في السنة الثانية من دراسته الجامعية بتأليف كتاب بعنوان: (مدخل إلى النظرية النسبية الخاصة والعامة)، حيث أنجزه خلال صيف عام 1972، فذهب مع بداية العام الدراسي الجديد إلى رئيس الجامعة وقدمه إليه طالبًا طبعه ونشره من قبل الجامعة، فأرسلت جامعة الموصل مخطوط الكتاب إلى محكم علمي مختص وهو الدكتور/ سامي حسن السامرائي (أستاذ الفيزياء النظرية في جامعة بغداد) فأنجز تحكيم الكتاب دون أن يعلم أن المؤلف طالبٌ في السنة الثانية في الجامعة، فكتب في تقريره قائلًا: «يحتوي الكتاب على عرضِ لأفكار النسبية الخاصة والعامة بأسلوب يدل على استيعابٍ جيدٍ لهذه الأفكار، ويعطي الكتابُ قيمةً علميةً جيدةً تجعل منه مرجعًا علميًّا عامًّا للمثقف العربي؛ فضلًا عن فائدته الكبيرة لطلبة الكليات ذوي الاختصاص في الفيزياء النظرية، وكذلك لهواة التفكير العلمي الصرف»، وفي نهاية عام 1973 أحيل الكتاب إلى مطبعة الجامعة لنشره.

خلال صيف عام 1973 قام الطائي بترجمة كتاب (الجسيمات الأولية) لمؤلفَيه: ديفيد فرش وألن ثورندايك من اللغة الإنكليزية إلى العربية، فذهب به إلى رئيس الجامعة الذي أحال الترجمة إلى قسم اللغة الإنكليزية بكلية الآداب لمراجعتها فشهد له القسم المذكور بجودة الترجمة، وأوصى بطبعها، فأحيل الكتاب إلى المطبعة رفقة كتاب النسبية لنشرهما معًا، فصدرا في شهر شباط من عام 1974، وكان الطالب محمد باسل الطائي لم يزل في سنته الرابعة. 

وفي ذلك الشهر نفسه، وما أن فرغ من متابعة طباعة كتابيه شارك الطائي في المؤتمر الأول للفيزياء والرياضيات الذي انعقد في بغداد، وقام عليه خيرة الفيزيائيين العراقيين أمثال الدكتور/ رحيم عبد الكتل وجاسم الحسيني وعبد الأمير القزاز وسامي السامرائي، هؤلاء الذين ابتهجوا بالطالب محمد باسل الطائي خاصة بعد أن تسلموا نسخًا من كتابيه، فأبدوا له كل الترحيب والتشجيع المعنوي. فقام بإلقاء محاضرة عن بعض أفكاره بخصوص ميانيكا الكم وإمكانية التفكير بتوحيد الجاذبية وميكانيكا الكم باستخدام نوع جديد من التقييس بين النظامين؛ لكن هذه الأفكار لم تلق تأييدًا واسعًا، فتعرض لهجوم شخصي عنيف من قبل ثلة من أساتذة الفيزياء الذين لم يرق لهم أن يقف طالب في مرحلة البكالوريوس على منصة المؤتمر.

بعد انهائه الدراسة الجامعية في حزيران عام 1974 مَنحته الدولة العراقية بعثة دراسية للحصول على الدكتوراه في الفيزياء النظرية. فالتحق بـجامعة مانشستر بـبريطانيا في العام نفسه، ووصلها متأخرًا عن بداية العام الدراسي لأكثر من شهر؛ فقرر رئيس قسم الفيزياء النظرية السماح له بمباشرة الدراسة بعد اجتيازه اختبارًا تحريريًّا لأحد المواد الدراسية، فاجتاز الاختبار، وسُمح له بمباشرة الكورسات الدراسية.
وبعد الانتهاء منها بتفوق عمل بإشراف الدكتور جون ستيوارت دوكر لإنجاز دراسة تكميلية كانت حول معادلة ديراك في الفضاءات المحدبة نال بعدها شهادة الدبلوم العالي في الدراسات المتقدمة في العلم Diploma of Advanced Studies in Science.

مع بداية العام الدراسي 1974-1975 باشر العمل تحت إشراف الأستاذ دوكر لدراسة المجالات الكمية في الفضاءات المحدبة وفي مايس/أيار عام 1978 أنجز رسالته للدكتوراه التي كان عنوانها: Vacuum Energy and Bose-Einstein Condensation in an Einstein Universe 

والتي نوقشت في شهر يوليو من قبل لجنة علمية برئاسة عالم الفيزياء النظرية الأمريكي لاري فورد، والذي أظهر إعجابه بالرسالة. 

في عام 1977 شارك الطائي في المؤتمر العالمي الثامن لفيزياء النسبية والجاذبية الذي حضره كبار علماء الفيزياء منهم: شاندرا سيخار [[Chandrachur_Singh]|وبيتر بيرغمان ] [[:en:Chandrachur_Singh]|[الإنجليزية]]] و[[ستيفن هوكينج|ستيفن هوكينغ] وجون ويلر ودينيس شاما وستيفن وينبرغ [[Steven_Weinberg]|وبول ديفز ] [[:en:Steven_Weinberg]|[الإنجليزية]]] ولاري فورد، وساهم فيه ببحث عن (تكاثف بوز أينشتاين في الفضاءات المحدبة)، وإثْر ذلك وجه له عالم الفيزياء المعروف بيتر لاندزبرغ من جامعة ساوثهامتن البريطانية دعوة خاصة لإلقاء محاضرة عن هذا الموضوع الذي كانت للطائي الريادة فيه. 

نشر الطائي خلال دراسته للدكتوراه ثلاثة أبحاث مميزة في دوريات علمية شهيرة هي:
- J.S. Dowker and M.B. Altaie, Spinor Fields in an Einstein Universe: Vacuum Energy, Phys. Rev.D17, 417, (1978).
- M.B. Altaie and J.S. Dowker, Spinor Fields in an Einstein Universe: Finite Temperature Corrections, Phys. Rev.D18, 3557, (1978).
- M.B. Altaie, Bose-Einstein Condensation in an Einstein Universe”, J. Phys.A11, 1603, (1978).

عاد الطائي إلى بلده العراق نهاية عام 1978، وتم تعيينه في جامعة السليمانية بناء على طلبه. 

انتقل للعمل في جامعة صلاح الدين في أربيل عام 1982 بعد إلغاء جامعة السليمانية العقد معه، ثم التحق بخدمة العلم التي قضى فيها بضع سنوات.

وفي عام 1986 انتقل إلى كلية العلوم بـجامعة الموصل حيث عمل فيها حتى عام 1999. 

تعاقدت معه جامعة اليرموك في الأردن للعمل أستاذًا مشاركا في الفيزياء منذ عام 1999 فانتقل مع عائلته منذ ذلك الحين للعيش في الأردن. 

حصل على رتبة الأستاذية في الفيزياء عام 2003 بعد أن نشر عددًا من الأبحاث العلمية في دوريات عالمية رصينة.

موجز رسالاته التعليمية
حصل على بكالوريوس في الفيزياء، عام 1974، من جامعة الموصل - العراق.

وحصل على الدبلوم العالي في الدراسات المتقدمة في الفيزياء النظرية، ببحث عنوانه (معادلة ديراك في الفضاء)، عام 1975، من جامعة مانشستر - المملكة المتحدة.

وحصل على دكتوراه في الفيزياء النسبية والكون، ببحث عنوانه (طاقة الفراغ وBEC في الكون أينشتاين)، عام 1978، من جامعة مانشستر - المملكة المتحدة.

## كتبه المؤلفة والمترجمة
- في عام 1974، مدخل إلى النظرية النسبية الموصله والعامة، مطبعة جامعة الموصل.
- في عام 1974، الجسيمات الأولية، (مترجم)، مطبعة جامعة الموصل
- في عام 1989، الإلكترونيات المبسطة (ترجمة وإعداد)، مطبعة جامعة الموصل.
- في عام 1998، خلق الكون بين العلم والإيمان، طبع في دار النفائس - بيروت: وهو سياحة في أرجاء الكون، تبتدئ من الأرض لتعرج إلى أخواتها الكواكب الأخرى الدائرة حول الشمس الأم، والتي تؤ بمجموعها المنظومة الشمسية، ويبتدئ بالتأسيس لمنهجية تُفهم بها آيات القرآن بإشاراته العلمية، ثم يعرض صفات الأرض، والقمر، والشمس، والكواكب السيارة، والمجرَّات، ويتطرق إلى مسألة خلق الكون في القرآن الكريم، ويقارنها بما توصلت إليه النظريات العلمية الحديثة.
- في عام 2001، أساسيات في علم الفلك والتقاويم، طبع في مطبعة الروزنا - إربد: يحتوي هذا الكتاب على المعلومات الأساسية عن علم الفلك وقد حرص على أن يجعل المادة العلمية مفهومة للقارئ العام -خريجي المدارس الثانوية مثلًا، وأن تغطي مفردات المقرر في الجامعات العربية. يتناول الكتاب بالبحث السماء والحركات الظاهرية لأهم أجرامها: الشمس والقمر والكواكب السيارة والنجوم. كما تضمن وصفا تفصيليًّا لمكونات هذه الأجرام. وتضمن الكتاب فصلًا عن التقاويم وأهمها التقويمين الميلادي والهجري، وقدم شرحًا تفصيليـًا لحساب الأيام والسنين وتحويلها بين التقويمين الميلادي والهجري، كما عرض لتطور النجوم وتكوير الشمس والثقوب السود وختم الكتاب بفصل عن نشأة الكون وتطوره.
- في عام 2003، علم الفلك والتقاويم، طبع في دار النفائس - بيروت.
- في عام 2010، دقيق الكلام الرؤية الإسلامية لفلسفة الطبيعة، طبع في عالم الكتب الحديث - الأردن: يعرض الكتاب المفاهيم الأساسية التي تداولها المتكلمون المسلمون، والمبادئ التي اتفقوا عليها في فهمهم للعالم الطبيعي، ويكشف عن أن المتكلمين أسسوا رؤيتهم على جملة مبادئ هي اليوم متفقة إلى حد كبير مع مفاهيم الفيزياء الحديثة، ويرى أن هذه المبادئ تؤسس لـفلسفة علم إسلامية جديدة متواصلة مع روح الفكر الإسلامي المستمد من القرآن الكريم والسنة النبوية، وقد عالج مسائل طبيعية معاصرة وفق منهج دقيق الكلام، وبيَّن أن هنالك ما يمكن أن تقدمه أمة الإسلام لخدمة الحضارة المعاصرة.
- في عام 2010، صيرورة الكون (مدارج العلم، ومعارج الإيمان)، طبع في عالم الكتب الحديث - الأردن: يحاول هذا الكتاب الإجابة بشكل علمي دقيق على الأسئلة التالية: هل يتوافق القرآن مع علم الكونيات المعاصر تمامًا؟ وهل أن جميع الاكتشافات العلمية التي يتحدث عنها الفلكيون والكوزمولوجيون تتفق مع ماجاء في القرآن حقًا؟ أم أن هنالك اختلافات؟ وما هي هذه الاختلافات وكيف السبيل إلى حلها؟ وما حكاية طلوع الشمس من مغربها على كوكب المريخ التي شاعت بين الناس وخاصة الدعاة والوعاظ؟ وهل ستطلع الشمس من مغربها حقًا يوم القيامة؟ وهل سيستمر الكون في توسعه بتسارع كما يقول علماء الكون بحسب آخر أرصادهم أم إنه سينطوي كما يقول القرآن؟ وما حقيقة اكتشاف رواد الفضاء لإنشقاق القمر وهل لهذه سند علمي حقًا؟ وهل أن سرعة الضوء هي فعلًا سرعة الأمر الإلهي كما يقول البعض وهل هي مذكورة في القرآن؟ وهل يمكن استنباط عمر الكون من القرآن؟ وما حقيقة الخمسين ألف سنة؟ وما مدى توافق التفاسير القديمة التي لازلنا نتداولها مع العلم المعاصر؟ هل نعيش في هذا الكون داخل ثقب أسود؟ وهل الكون كله ثقب اسود عظيم؟
- في عام 2011، قام بإعداد الفصل الخاص بالعلوم الفيزيائية في موسوعة (حصاد القرن)-المجلد الثالث، التي صدرت عن مؤسسة عبد الحميد شومان.
- في عام 2012، الكون والعدم، نشر إلكترونيًا من قبل مكتبة نون الإلكترونية: هذا الكتاب سياحة سريعة في أهم مواطن الفيزياء الحديثة: فيزياء الكم والنسبية، فيه عرض لمكامن قوتها ومكامن ضعفها، بأسلوب مبسط حرصت فيه على توضيح المفاهيم بأفضل ما أمكنني. وهو ليس بكتاب مدرسي، بل كتابٌ يهدف إلى عرض النظريات الكبرى في الفيزياء المعاصرة ونقدها في مكامن القوة والضعف، وفي ثنايا النقد مقترحات علمية عميقة وأفكار جديدة، وقد توخى الإيجاز والاقتضاب في العرض الرياضي؛ لكي تكون مساحة المفاهيم أكبر؛ فالكتاب معروض لشريحة كبيرة من القراء والدارسين، كما توخى إحالة القارئ إلى أهم الكتب المرجعية التي اعتمدها وإلى الأوراق البحثية الأصلية؛ لكي يتمكن القارئ من التوسع في الدرس والبحث إن شاء.
- في عام 2019، كتاب «الكيالي بين تزييف العلم ومقاصد القرآن».[1]

## أنشطته الثقافية
ساهم الطائي بجهد كبير في تبسيط الفيزياء وبالأخص العلوم الكونية وتقديمها لخدمة ثقافة الناس وتطوير وعيهم وأسلوب تفكيرهم وسنويًا يقوم بالقاء العديد من المحاضرات العامة في المنتديات الثقافية.
وله مقالات علمية على النت يشرح فيها الكثير من مفاهيم نظرية الكم ونظرية النسبية الخاصة والفيزياء الحديثة والفلك. وهي منشورة على مواقع متعددة على الشبكة، وبعضها على صفحة الطائي على الفيسبوك  على فيسبوك..
ومؤخرا ساهم بجهد كبير بإعطاء شروح مبسطة وأساسية ومفيدة في مقطع فيديو منوعة، وشرح فيها كثيرًا من المفاهيم الفيزيائية والكونية بشكل خاص، وتولى رفع ذلك على قناته في اليوتيوب .

## أعماله العلمية
تتركز أبحاث الدكتور محمد باسل الطائي على دراسة المجالات الكمية في الفضاءات المحدبة حيث قام بحساب طاقة الفراغ الكازميرية باعتماد نموذج أينشتاين السكوني؛ ذلك لأن هذه المجالات الكمية هي أساس خلق الكون. ثم أعم هذه الحسابات لتشمل نموذج روبرتسون والكر القريب من الكون الحقيقي/ وتوصل بذلك إلى بناء نموذج كوني ينشأ عن طاقة الفراغ على شكل طاقة كازميرية ثم تتحول هذه الطاقة إلى كثيف بوزـ أينشتاين وعنه تتولد الجسيمات الكتلوية ربما عبر ميكانزم هيكز أو بغيرها. 

كما عمل الطائي على دراسة الثقوب السود الكمية إذ توصل طالبه مؤيد عزيز العبيدي إلى حساب الحد الأدنى الذي يمكن عنده تخليق الجسيمات عبر ظاهرة هوكنج فوجده 4/3 من نصف قطر الأفق الحاتم أي مرة وثلث منه.

ويعتقد الطائي أن الكون كله يمكن أن يكون ثقبًا أسود. 

وقام الطائي بمعونة أحد طلبته للدراسات العليا بمعالجة الكون المنبسط فاستخدم الثابت الكوني في معادلات فريدمان وظهر له أن الكون المنبسط يمكن أن ينطوي خلافا للتصور السائد من أنه يستمر في التوسع إلى ما لانهاية له. 

ومؤخرا قام الطائي بدراسة المادة المظلمة عبر مشاريع طلبة الدراسات العليا فظهر أن المادة المظلمة لها خواص جذبية تختلف عن المادة العادية.

## الجمعيات والمؤسسات العلمية
عمل كعضو في اللجان والمجالس التالية:
- The Science and Religion Forum (U.K).
- Center for Theology and the Natural Sciences (USA).
- Member of the editorial board of Annals of the Institute of Segiu al-Georgi for Oriental studies, Bucharest, Romania.
- عضو مؤسس في الاتحاد العربي لعلوم الفضاء والفلك.

وكمحكّم علمي معتمد لدوريات عربية وعالمية، منها:
- Referee for the Institute Of Physics journals, UK.
- Referee for thr International Journal of Modern Physics.

## مهامه الإدارية الأكاديمية
- رئيس قسم الفيزياء بـجامعة السليمانية، 1979-1981.
- رئيس قسم الفيزياء بـجامعة الموصل 1994-1996.
- أستاذ مشارك في الفيزياء، بـجامعة اليرموك، 1999-2003.
- أستاذ (رتبة الأستاذية) في الفيزياء، بـجامعة اليرموك، 2003-حتى الآن.

## مشاركاته العلمية
- "الزمن في علم الكلام الإسلامي"، في مؤتمر أينشتاين: "الله والزمن"، جامعة أكسفورد - المملكة المتحدة، سبتمبر/ 12-15/ 2005.
- "المنهج الإسلامي لفلسفة الطبيعية"، محاضرة ألقيت في "معهد الدراسات العربية والإسلامية"، جامعة إكستر - المملكة المتحدة، يناير/ 2005.

## اهتماماته الفلسفية
خصص الدكتور محمد باسل الطائي جزءًا من جهده لمتابعة أعمال العلماء والمفكرين العرب المسلمين ومساهماتهم في العلم والمعرفة، وجذبت اهتمامَه على وجه الخصوص أعمالُ المتكلمين المسلمين في المسائل الطبيعية، حيث وجدهم قالوا بجملةٍ من المبادئ الأساسية تتوافق تمامًا مع منطلقات ومبادئ الفيزياء الحديثة المعاصرة، فصنف في هذه المبادئ كتابًا بعنوان (دقيق الكلام: الرؤية الإسلامية لفلسفة الطبيعية)، فوطّأ لمشروع كبير هدف من خلاله بناءَ أرضيةٍ علميةٍ وفلسفية للرؤية الإسلامية في الطبيعيات، لينتقل بعدها إلى النظر في أمور العقيدة ويهذب علم الكلام القديم ويضعه على أصول جديدة تتوافق مع تنزيه الله تعالى وجلال الوحي وحدود العقل.

كما نشر الطائي أبحاثًا عديدة بهذا الصدد في مجلاتٍ علمية محكمة، وأشرف على عديد من رسائل الدكتوراه، ومن ضمنها رسالة دكتوراه نوعية بعنوان: (مدخل جديد لفلسفة العلوم الطبيعية من منظور إسلامي) قُدمت إلى كلية التربية بجامعة اليرموك عام 2010. 

وللدكتور الطائي اهتمام في البيان العلمي للقرآن، فقد أصدر كتابين؛ الأول: (خلق الكون بين العلم والإيمان) طبع عام 1998، والثاني: (صيرورة الكون: مدارج العلم ومعارج الإيمان) طبع عام 2009.

لكن منهج الدكتور الطائي يختلف عن الأسلوب الذرائعي والوعظي السائد في وسط العاملين في هذا المجال، فهو يرى أن هنالك إشارات جديرة بالاهتمام تكشف عن دقة التعبير القرآني في ذكره للظواهر الطبيعية؛ لكن ليس بالضرورة أن يتفق القرآن مع المعروف من المعلوم الطبيعية دومًا؛ لأن هذه العلوم متغيرة والقرآن كلام الله الثابت. فالقرآن بالأساس كتاب هداية وشريعة وليس كتابًا في علم من العلوم المتخصصة. 

للدكتور الطائي اهتمام في أنشطة حوارات العلم والدين التي تقام عالميًا، فهو عضو في (المنتدى البريطاني للعلم والدين) Science and Religion Forum.

وقد أسهم في المؤتمرات السنوية التي عقدها هذا المنتدى، كما تم اختياره أكثر من مرة معقبًا رئيسيًا على عدد من أبحاث علماء رئيسيين مثل: كيث وارد وديفيد ولكنسون وروث غريغوري.

كما أسهم في مؤتمرات جامعة أكسفورد التي عقدت حول هذا الموضوع. وقد نشرت أبحاثه في هذه الأنشطة في كتب صدرت عن دور نشر مميزة. 

نشر الدكتور الطائي مئات المقالات العلمية والفلسفية في الصحف والمجلات العربية، منها: جريدة الحياة اللندنية، والجرائد اليومية الأردنية كالرأي والدستور والعرب اليوم.

كما نشر عددًا من المقالات في المجلة الثقافية للجامعة الأردنية والمجلة الثقافية لـجامعة اليرموك. فضلًا عن ما نشره في مجلة آفاق الثقافة والتراث الإماراتية من دراسات جادة.

كما أن له مقالات منشورة في موقع الحوار المتمدن يرد في أغلبها على الملحدين والعلمانيين.

## توجهاته الفكرية
يحرص الدكتور الطائي على اتباع المنهج العلمي في اتخاذ المواقف من ظواهر العالم ومن المجتمع ومشكلاته، وهو يحث دومًا على: ضرورة تجديد الفكر الإسلامي مبنيًّا على مصدره الأساسي وهو القرآن الذي نزل على الرسول محمد، مستعينين بمعارف العلم الموثقة؛ لفهم الوحي ووضع تعاليمه موضع التطبيق.
وهو في ذلك لا يوافق الداعين إلى القطيعة التراثية، ولا يوافق المتأولين الذي يشتطون في تفسير الوحي، بل يرى أن في التراث مَعينًا مُعينًا مهمًا للتواصل مع رسالة السماء؛ لكنه في الوقت نفسه يدعو إلى تجديد الطروحات التراثية من خلال عطاء جديد، فلا ينبغي التوقف عند حدود ما طرحه الغزالي أو ابن رشد أو الفخر الرازي أو ابن تيمية؛ إذ أن هؤلاء قدموا -مشكورين مأجورين- ما وسعهم وما تيسر لهم في عصورهم، أما الآن فبيننا وبينهم قرون مضت، تطورت خلالها معارفنا على نحو كبير، واتسعت معها رؤيتنا بما يمكننا من تقديم الجديد مع الاستئناس بالقديم والاستفادة منه حيثما أمكن.
وضمن هذا الإطار تأتي دعوته لتجديد علم الكلام؛ لأنه يجد أن منهجية الكلام التي تتخذ من تعاليم الوحي أساسًا لفهم العالَم هي صائبةً، على حين أن رؤى الكلاميين القديمة وحججهم -وخاصة في الأمور الإلهية- في أغلبها قد صارت قديمة، لا تصلح للتعامل معها اليوم.
ويؤكد الطائي على التعليمِ، وإشاعةِ الثقافة العلمية، وضرورةِ تعليم الأطفال طرائق التفكير العلمي المتقدم في جميع مناحي الحياة، وضرورةِ الفصل بين الإيمان الغيبي الذي هو تسليم أولًا وآخرًا، وبين الواقع العملي الذي يعتمد على العقل، مؤكدًا ضرورة تطوير إيماننا وفهمنا للغيب بالإستعانة بمعطيات العلم.
يقول الدكتور الطائي:
| محمد باسل الطائي | لا يمكننا مسابقة الغرب في هذا العصر بـالعلوم الطبيعية والتكنولوجيا، فليس في جعبتنا مؤنة لذلك؛ لكن بإمكاننا أن نسهم في تطوير حياة الغرب والشرق من خلال تقويم رؤيتهم للقيم والعلاقة مع السماء، فإن الإسلام يمكِّننا من تقديم عطاءٍ حضاريٍّ هائلٍ في هذا الصدد، وفي جعبتنا الكثير من ميراث الإسلام وهداياته وتعاليمه السامية. لكننا أولًا يجب أن نصلح حالَنا وسلوكَنا وفكرنَا، ونتمسك بالقيم الإسلامية حقَّ التمسك شكلًا ومضمونًا، وأن لا نكتفي بأداء العبادات فحسب، فنتصور أن لزوم العبادة وحده يغني عن العمل!، فالإيمان في الإسلام مقترن بالعمل، فإن فسد العمل بطل الإيمان، وأصبحنا في صنف الفاسقين المتخلفين | محمد باسل الطائي |

.

## المنح والجوائز
حصل الدكتور محمد الطائي على عدد كبير من الجوائز من مختلف دول العالم، ولعل أبرزها:
- في عام 1971، جائزة مؤسسة كولبنكيان الإسبانية للطلبة الأوائل في جامعة الموصل.
- في عام 1974، مكافئة لتأليف كتاب عن النظرية النسبية، جامعة الموصل.
- في عام 1974، مكافئة لترجمة كتاب عن فيزياء الجسيمات الأولية، جامعة الموصل.
- في عام 1974-1978، منحة دراسية لدرجة الدكتوراه من الحكومة العراقية في الفيزياء النظرية.
- في عام 1978، مكافئة التميز الحكومية للطلبة المبعوثين الدراسات العليا.
- في عام 1981، جائزة الأساتذة المتميزين الشباب، جامعة السليمانية.
- في عام 2001، منحة بحثية من جامعة اليرموك.
- في عام 2006، منحة للمشاركة في المؤتمر الأوربي حول العلم والدين المنعقد في إيساي ـ رومانيا.
- في عام 2007، منحة برنامج ستار كانكون ـ المكسيك.
- في عام 2008، منحة منتدى العلم والدين البريطاني.
- في عام 2009، منحة مؤسسة تمبلتون الأمريكية لإجراء بحث حول تفسير اللاحتم الكمي.

## طالع أيضًا
- فيزياء
- جامعة اليرموك
- فيزياء الكم
- علم الكون